# Ландель, Шарль
Шарль Ландель (фр. Charles Landelle 2 июня 1821, Лаваль — 13 октября 1908, Шеневьер-Сюр-Марн) — французский художник.

## Биография
Был учеником Поля Делароша. В 1841 году начал выставлять свои работы (картины на религиозные темы и портреты) в Парижском салоне, они пользовались успехом. В 1852 году две его картины приобрел император Наполеон III, чтобы подарить их родному городу художника, Лавалю. В 1859 году художник начал роспись в одном из залов Елисейского дворца.
В 1866 году Ландель посетил Марокко, в 1875 году путешествовал в Египте вместе с известным египтологом Огюстом Мариеттом. В 1880 году посетил Алжир и с 1881 года по 1892 год проводил в Алжире каждую зиму.
Ландель способствовал открытию музея изобразительных искусств в своем родном городе Лавале в 1895 году и подарил ему несколько своих работ.

## Творчество
Известен как картинами на исторические и религиозные темы, так и многочисленными портретами, в особенности женскими, имеющими нередко характер кокетливого, пикантного жанра. В раннюю пору своей деятельности писал сцены из быта парижских лореток и фигуры соблазнительных женщин.
После своих путешествий Ландель стал также заниматься воспроизведением жизни и типов Востока.
Стенная живопись Ланделя в парижской ратуше и в зале заседаний французского государственного совета погибла в 1871 году во время Парижской коммуны.

## Галерея

Некоторые работы
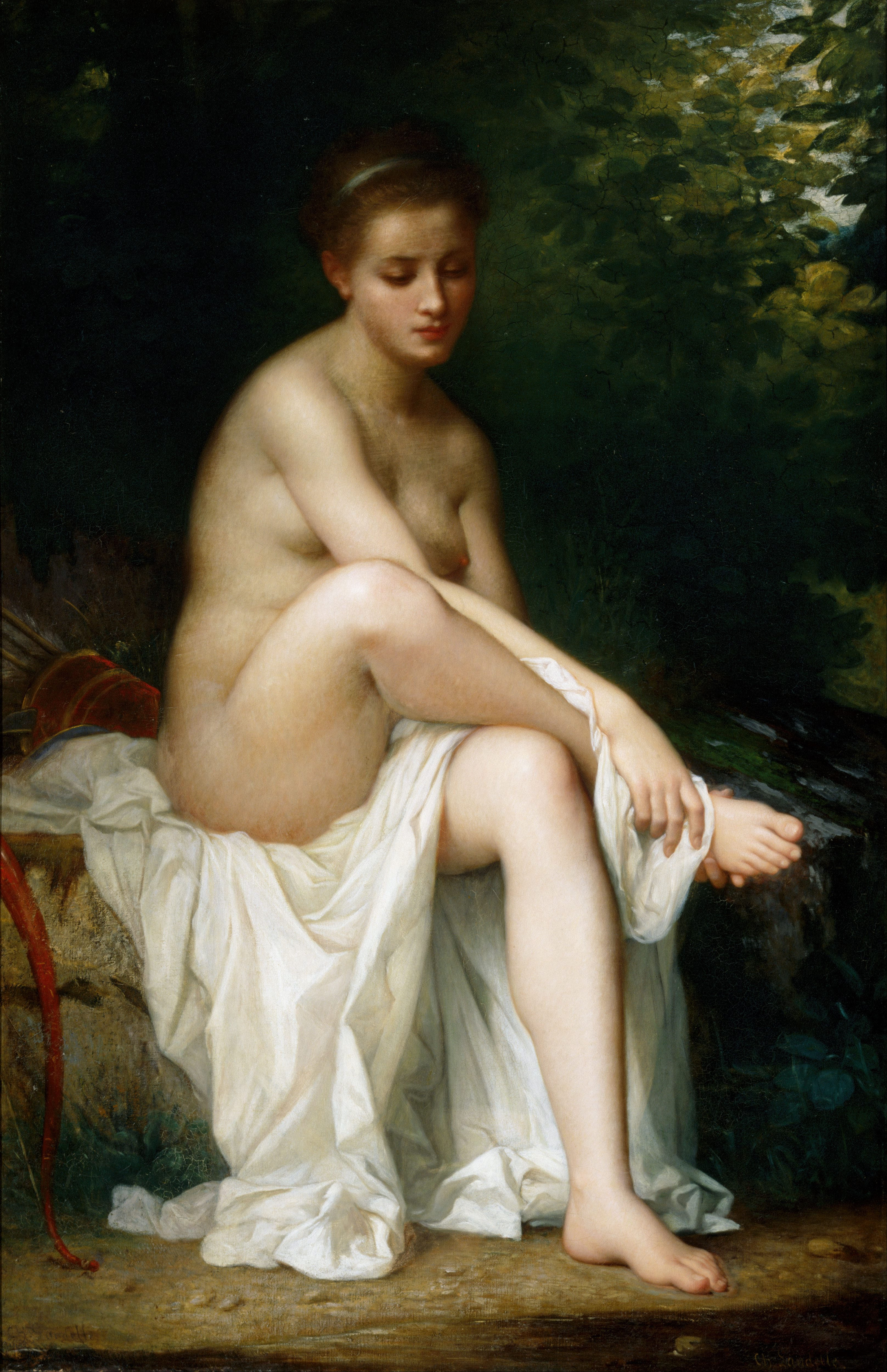
Исмения, нимфа Дианы (1878)
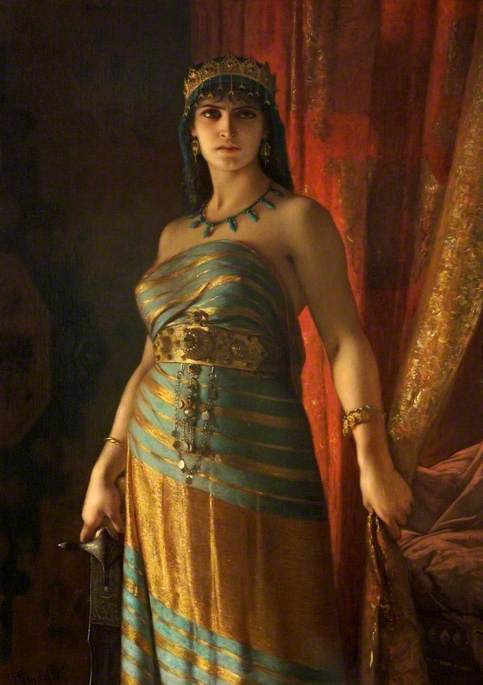
Юдифь (1887)
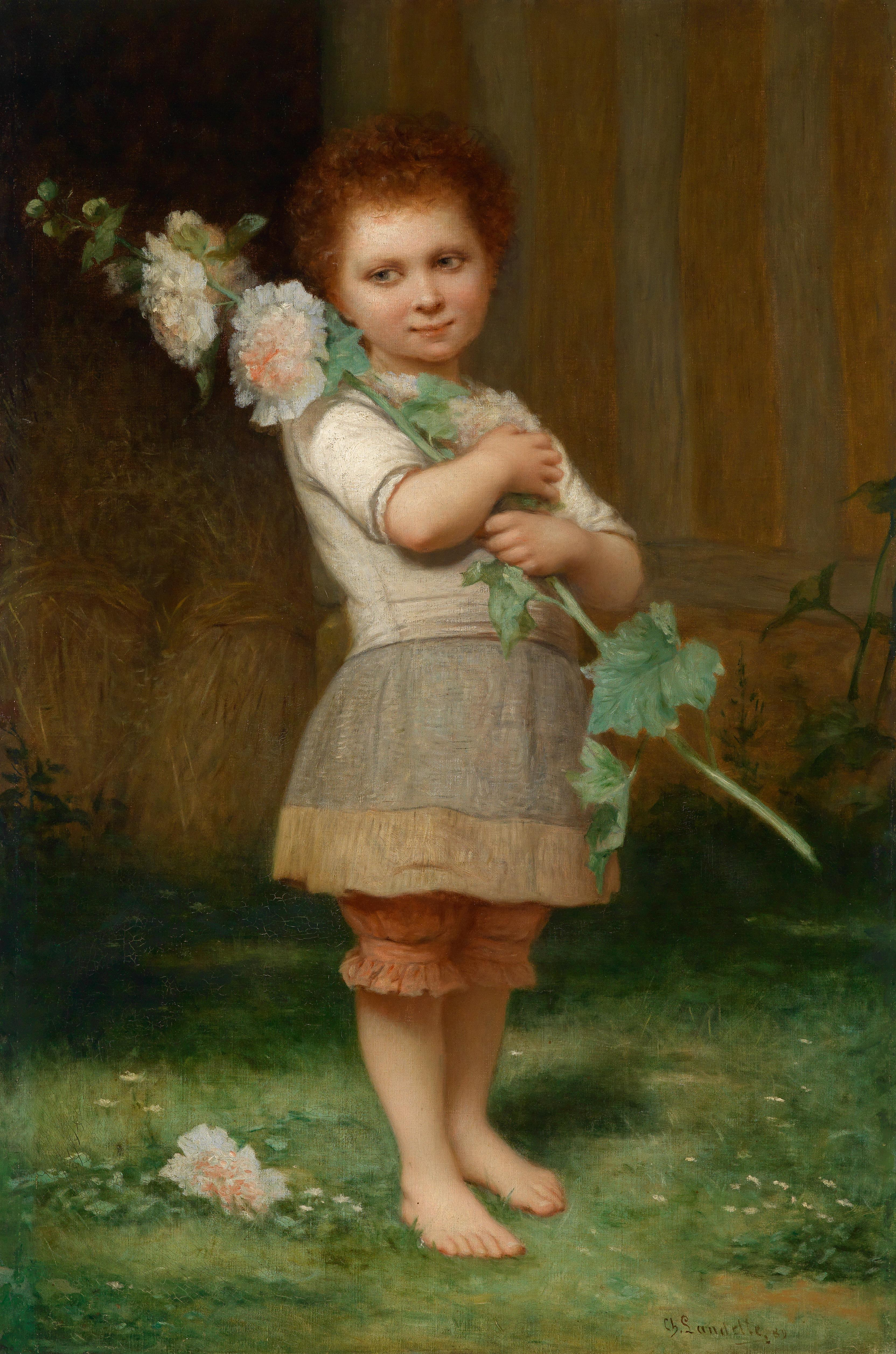
Девочка с цветком мальвы (1889)
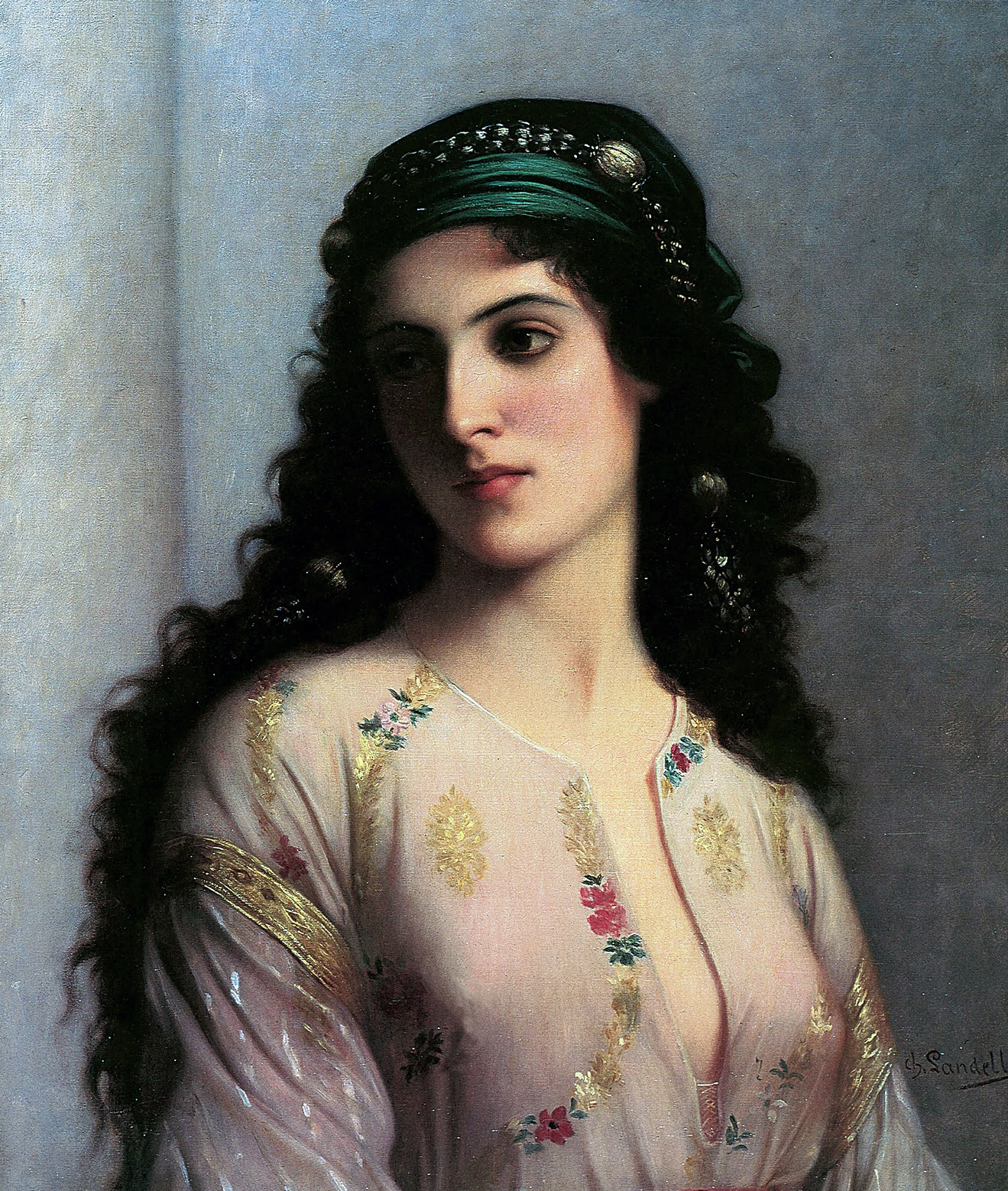
Танжерская еврейка
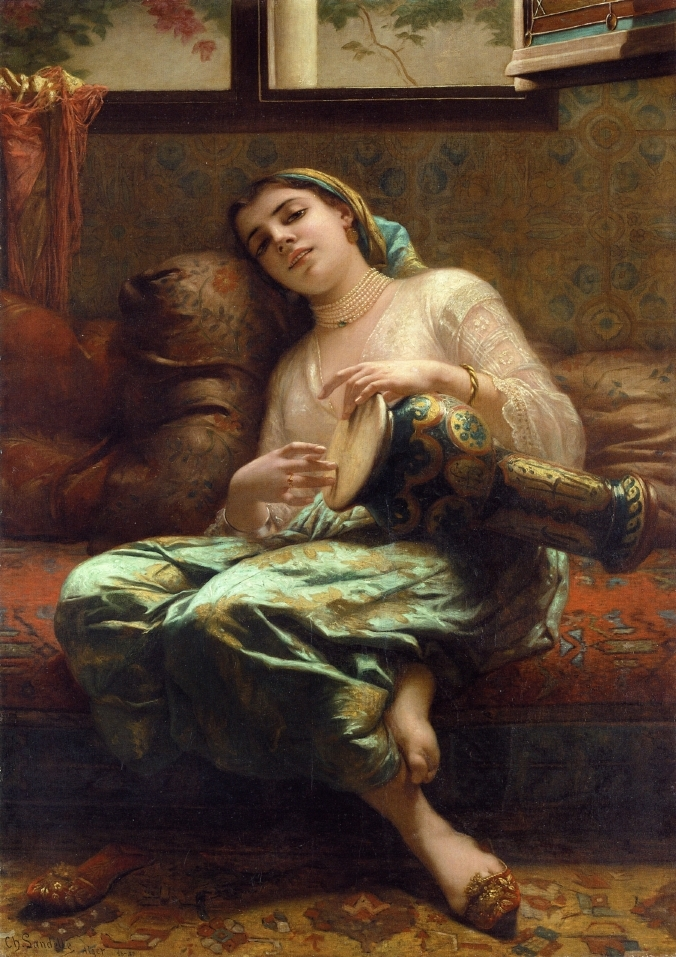
Алжирская женщина играет на дарбуке
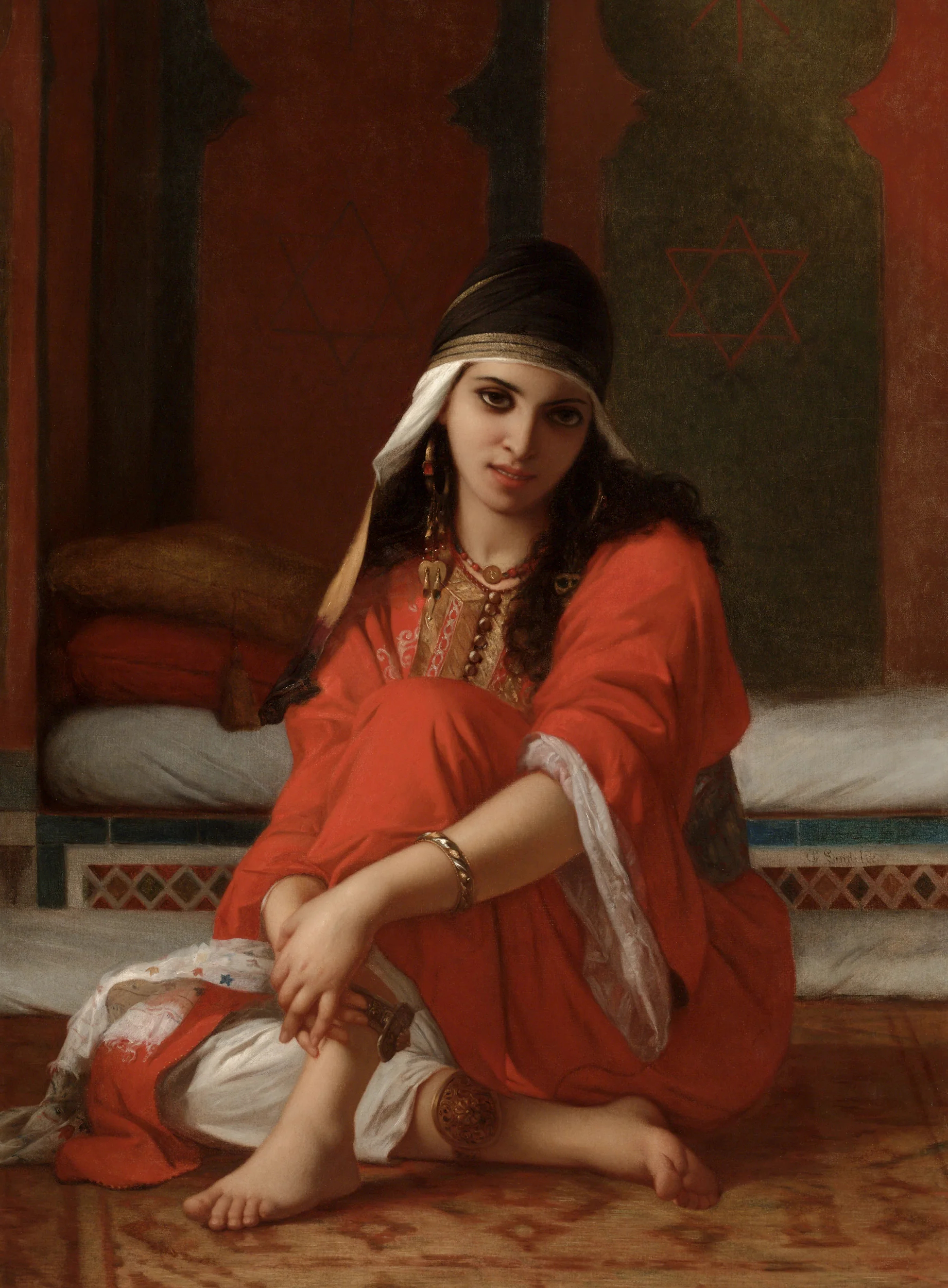
Девочка из Тетуана, Марокко
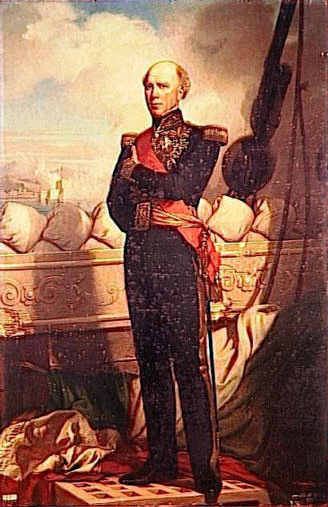
Адмирал Шарль Боден